# Hrabstwo Geauga

Piramida wieku hrabstwa

Hrabstwo Geauga (ang. Geauga County) – hrabstwo w Stanach Zjednoczonych, w stanie Ohio. Według danych z 2000 roku hrabstwo miało 90 895 mieszkańców.

## Geografia
Według United States Census Bureau, całkowita powierzchnia hrabstwa wynosi 1057 km². 1045 km² zajmuje ląd i 12 km² (1,13%) zajmuje woda.

### Miasta
- Chardon

### Wioski
- Aquilla
- Burton
- Middlefield
- South Russell

### CDP
- Bainbridge
- Chesterland